# Seznam československých velvyslanců ve Francii
Seznam československých velvyslanců ve Francii obsahuje vedoucí diplomatické mise Československé republiky ve Francii. Již v závěru první světové války uznal 29. června 1918 francouzský prezident Raymond Poincaré Československou národní radu jako základ budoucí československé vlády. Nejednalo se však o diplomatické uznání. V říjnu 1918 se stal prvním českým chargé d’affaires v Paříži Lev Sychrava. V roli generálního tajemníka československé delegace na pařížské mírové konferenci působil Štefan Osuský, jenž se po jejím konci stal v roce 1921 prvním československým velvyslancem. Česká republika pak v lednu 1993 navázala s Francií na předchozí diplomatické styky československého státního útvaru.

## Seznam vedoucích diplomatické mise
- 1918–1919, Lev Sychrava, chargé d’affaires
- 1919–1920, Miloš Kobr, chargé d'affaires
- 1920–1921, Vratislav Trčka, chargé d'affaires
- 1921–1943, JUDr. Štefan Osuský, velvyslanec
- 1943–1944, František Černý, velvyslanec
- 1944–1948, Jindřich Nosek, velvyslanec
- 1948–1951, Adolf Hoffmeister, velvyslanec
- 1951–1956, Gustav Souček, velvyslanec
- 1956–1960, Josef Urban, velvyslanec
- 1960–1966, Václav Pleskot, velvyslanec
- 1966–1970, Vilém Pithart, velvyslanec
- 1970–1972, František Zachystal, velvyslanec
- 1972–1976, Juraj Sedlák, velvyslanec
- 1976–1982, Ján Pudlák, velvyslanec
- 1982–1989, Mečislav Jablonský, velvyslanec
- 1989–1990, Peter Colotka, velvyslanec
- 1990–1992, PhDr. Jaroslav Šedivý, velvyslanec (od ledna 1993 do 1995 v rámci České republiky)